# عداء عداء (فلم)
عداء عداء (بالإنجليزية: Runner Runner) هو فيلم جريمة. الفيلم من إخراج براد فورمان .

## طاقم التمثيل
- جستين تيمبرلك
- جيما آرتيرتون
- بن أفليك
- انتوني ماكي

## القصة
تدور أحداث الفيلم حول ريتشي (جاستين تيمبرليك) طالب بجامعة برينستون الذي يقوم بدفع مصاريف دراسته عن طريق المقامرة علي الإنترنت. يسافر ريتشي إلى كوستاريكا لمواجهة العقل المدبر وأسطورة المقامرة على الإنترنت إيفان بلوك (بن أفليك) لأنه تلاعب به وخدعه. يري إيفان بلوك في ريتشي الروح والشباب التي تحتاجه العمليات. ولكن سرعان ما يكتشف ريتشي ويدرك خداع إيفان ويقوم بقلب الطاولة عليه.

## روابط خارجية
- مقالات تستعمل روابط فنية بلا صلة مع ويكي بيانات